# Búcsúkeringő
A Búcsúkeringő (eredeti cseh címén: Valčík na rozloučenou) Milan Kundera regénye. Kundera a regényt még Csehszlovákiában írta 1972-ben, azonban csak azután jelent meg, hogy az író Franciaországba emigrált. Magyarul először Dénes Gyula fordításában jelent meg szamizdat-kiadásban 1987-ben, majd Bába Iván fordításában az Európa Könyvkiadónál 1990-ben.

## Történet
|  | Alább a cselekmény részletei következnek! |

### Cselekmény
A regény cselekménye egy vidéki kisvárosban játszódik, és a könyv öt fejezete öt egymást követő nap történéseit meséli el. Růžena, a kisváros gyógyfürdőjében dolgozó ápolónő felhívja a fővárosban élő híres zenészt, Klímát, és elmondja neki, hogy terhes, és hogy ő a leendő gyermek apja. Klíma azonban nős ember, aki szereti a feleségét. Růženával csak egyetlen éjszakát töltött együtt egy vidéki koncert után egy-két hónappal korábban, és nem is igazán tetszik neki a lány. Retteg, hogy féltékeny felesége rájön a félrelépésre, és elhatározza, hogy mindenféleképpen megpróbálja rávenni a lányt az abortuszra.
Másnap már le is utazik a fővárosból vidékre. A városkában egyetlen embert ismer, Bertleff urat, a gazdag amerikai üzletembert, aki néhány hónappal korábban a koncert után meghívta őket a lakosztályába, ahol megismerkedett Ruženával. Bertleff vallásos ember, és nem ért egyet az abortusszal, azonban mégis segítséget ígér Klímának. Bemutatja őt Skréta főorvosnak, a helyi kórház nőgyógyászának, egyben az abortuszokat engedélyező bizottság vezetőjének. Skréta is azonnal támogatásáról biztosítja Klímát, egyetlen kérése, hogy a híres trombitás vállaljon el vele közösen egy fellépést, ahol majd ő lesz a dobos. Klíma természetesen belemegy az alkuba. Közben találkozik újra Růženával is: azt ígéri a lánynak, hogy magával viszi a kisvárosból, cserébe azonban azt kéri, hogy a lány vetesse el a gyereket.
A harmadik nap újabb idegen érkezik a vidéki fürdővároskába: Jakub, Skréta doktor régi barátja jött elbúcsúzni, mert úgy döntött, hogy örökre elhagyja az országot. Előbb azonban meg akarta látogatni Skrétát, valamint egykori politikai ellenfele lányát, Olgát, akit korábban Skréta gondjaira bízott. Jakub gyermekkora óta gondját viselte Olgának, mert Olga apját politikai okokból kivégezték, és ezért árván maradt. Jakub feltett szándéka, hogy ezen utolsó látogatás alkalmával visszaadja Skréta doktornak azt a méregtablettát, amit évekkel ezelőtt kapott tőle arra az esetre, ha netalán öngyilkos akarna lenni. Jakub egy véletlen folytán összevitatkozik Růženával is, akivel egyébként nem is ismerik egymást.
A negyedik nap koncert napja. Klíma megígérte Skréta főorvosnak, hogy fellép vele, ezért újra leutazik vidékre: előbb próbálniuk kell, majd este koncertet adni. Kamila, Klíma felesége azonban úgy gondolja, hogy koncert helyett férje valójában megcsalja valakivel, ezért hirtelen elhatározásból utánautazik vidékre. A kisvárosban meglepődve tapasztalja, hogy a koncertet hirdető plakátokon tényleg férje neve van, ez azonban mégsem nyugtatja meg. Klíma és Růžena találkozót beszélnek meg a koncert utánra, mert Klíma tovább szeretné győzködni a lányt, hogy vetesse el a gyereket, és ennek érdekében el kell játszania, hogy szerelmes a lányba. Kamila is azt tervezi, hogy a koncert után megy oda majd a férjéhez. A botrányt és a lebukást Bertleff közbelépése akadályozza meg, aki véletlenül pont aznap este csábítja el Růženát. Růžena az éjszakát nála tölti, és így Kamilával elkerülik egymást. A nap folyamán azonban Růžena egyszer néhány percre a helyi vendéglőben felejtette orvosságos fioláját. Mire visszament érte, már egy tablettával több volt a fiolában – Jakub, aki ugyanahhoz az asztalhoz ült a vendéglőben, szórakozottságában belerakta a saját méregtablettáját a többi közé. Előző napi vitájuk következtében Růžena és Jakub még mindig orrol egymásra, ezért most újra összevitatkoznak, ami oda vezet, hogy Jakub végül nem szól a lánynak a tablettáról. Jakubot ettől fogva lelkiismeretfurdalás gyötri, hogy esetleg megöli a lányt a tablettával, azonban mégsem tudja rávenni magát, hogy szóljon valakinek a dologról.
A koncert utáni nap Klíma és Růžena megjelennek az abortuszokat engedélyező bizottság előtt, ahol Skréta doktor ígéretéhez híven megadja nekik az engedélyt, és a beavatkozást a következő hét hétfőjére tervezik. Frantisek, a lány korábbi udvarlója, aki fülig szerelmes belé, azonban mindeközben rájön, hogy a lány terhes, és ráadásul el akarja vetetni a gyereket. Felháborodásában követi a lányt a munkahelyére, és követeli, hogy tartsa meg a gyereket. Frantisek meg róla győződve, hogy valójában ő a gyerek apja, és Klímát csak arra használta a lányt, hogy megkapja az abortuszra az engedélyt. Růžena azonban már nem akarja megtartani a gyereket. A Bertleff-fel töltött éjszaka után rájött, hogy másképp is lehet élni. A fiú azonban jelenetet rendez, öngyilkossággal fenyegetőzik. Růžena idegességében orvosságos fiolája után nyúl, bevesz belőle egy tablettát, majd összeesik és meghal. Jakub mindeközben a délelőtt folyamán már meggyőzte magát, hogy az ő méregtablettája valójában biztos csak egy ártalmatlan tabletta volt, hiszen délelőtt még élve látta a lányt, és ebben a tudatban végül örökre elhagyja az országot.

### Szereplők

#### Růžena
A vidéki fürdőváros fiatal ápolónője, aki megpróbál kitörni a városka elszigeteltségéből. Úgy gondolja, hogy egyetlen esélye erre, ha sikerül meggyőznie Klímát, hogy ő a születendő gyermeke apja. Klíma azonban nős ember, és szereti a feleségét, ezért amikor értesül arról, hogy a lány terhes, elhatározza, hogy mindenféleképpen megpróbálja rávenni az abortuszra. Több napos győzködés után ez végül sikerül is neki, és megkapják a hivatalos engedélyt is a beavatkozásra. Az abortuszra azonban már nem lesz szükség, mert Ružena meghal. Orvosságos fiolájába ugyanis egy méregtabletta kerül.

#### Klíma
Egy híres fővárosi zenekar trombitása, aki egy vidéki koncert után egy egyéjszakás kalandba keveredett Růženával, a helyi gyógyfürdő egyik ápolónőjével. A lány szerint ő a leendő gyermek apja. Klíma ezért elhatározza, hogy mindent megtesz azért, hogy rávegye a lányt az abortuszra.

#### Frantisek
Růžena udvarlója, aki fülig szerelmes a lányba. Előle azonban menekül a lány, mert ő jelképezi számára a vidéki elszigeteltséget, jóllehet elképzelhető, hogy valójában nem Klíma, hanem Frantisek a gyerek apja.

#### Kamila
Klíma féltékeny felesége. Megpróbálja hazugságon érni férjét, ezért leutazik ő is a fürdővárosba, hogy ellenőrizze, tényleg koncertet adni megy-e oda a férje. Próbálkozása nem jár sikerrel, azonban féltékenysége megszűnésével rájön, hogy az egykori szerelem érzése már rég nem él benne férje iránt.

#### Skréta doktor
A fürdővároska kórházának nőgyógyásza, Jakub régi barátja, aki évekkel ezelőtt egy kis kék méregtablettát adott barátjának arra az eshetőségre, ha az öngyilkos szeretne lenni. Barátjának azt állítja, hogy egy fecskendő segítségével saját spermájával termékenyíti meg a hozzá kezelésre járó nőket. Ezenfelül azt vette a fejébe, hogy a nála nem sokkal idősebb Bertleff úrral örökbefogadtatja magát, hogy ezáltal amerikai útlevélhez jusson.

#### Bertleff
Cseh származású gazdag amerikai üzletember, aki a városkában él. Az ő feleségét is sikeresen „kezelte” Skréta doktor.

#### Jakub
Korábbi politikai elítélt, Skréta doktor régi barátja. Gyermekkora óta gondját viseli egy régi barátja, majd kivégzett politikai ellenfele lányának. A lány is a városkában kezelteti magát, hozzá érkezik Jakub látogatóba, és egyben búcsúzni, mert úgy döntött, hogy örökre elhagyja az országot. Mint mindig most is nála van a méregtabletta, amit évekkel ezelőtt kapott Skréta doktortól arra az esetre, ha öngyilkos szeretne lenni. A tabletta azonban egy véletlen folytán Ružena orvosságos fiolájába kerül.

#### Olga
Jakub volt politikai ellenfelének lánya, akinek Jakub gondját viseli.
|  | Itt a vége a cselekmény részletezésének! |

## Megjelenések

### cseh nyelven
1. Valčik na Rozloučenou, Párizs, 1976

### magyarul
1. Búcsúkeringő; ford. Dénes Gyula; AB, Bp., 1987
2. Búcsúkeringő. Regény; ford. Bába Iván; Európa, Bp., 1990

## Külső hivatkozások
- Legeza Ilona könyvismertetője